# John Hagee

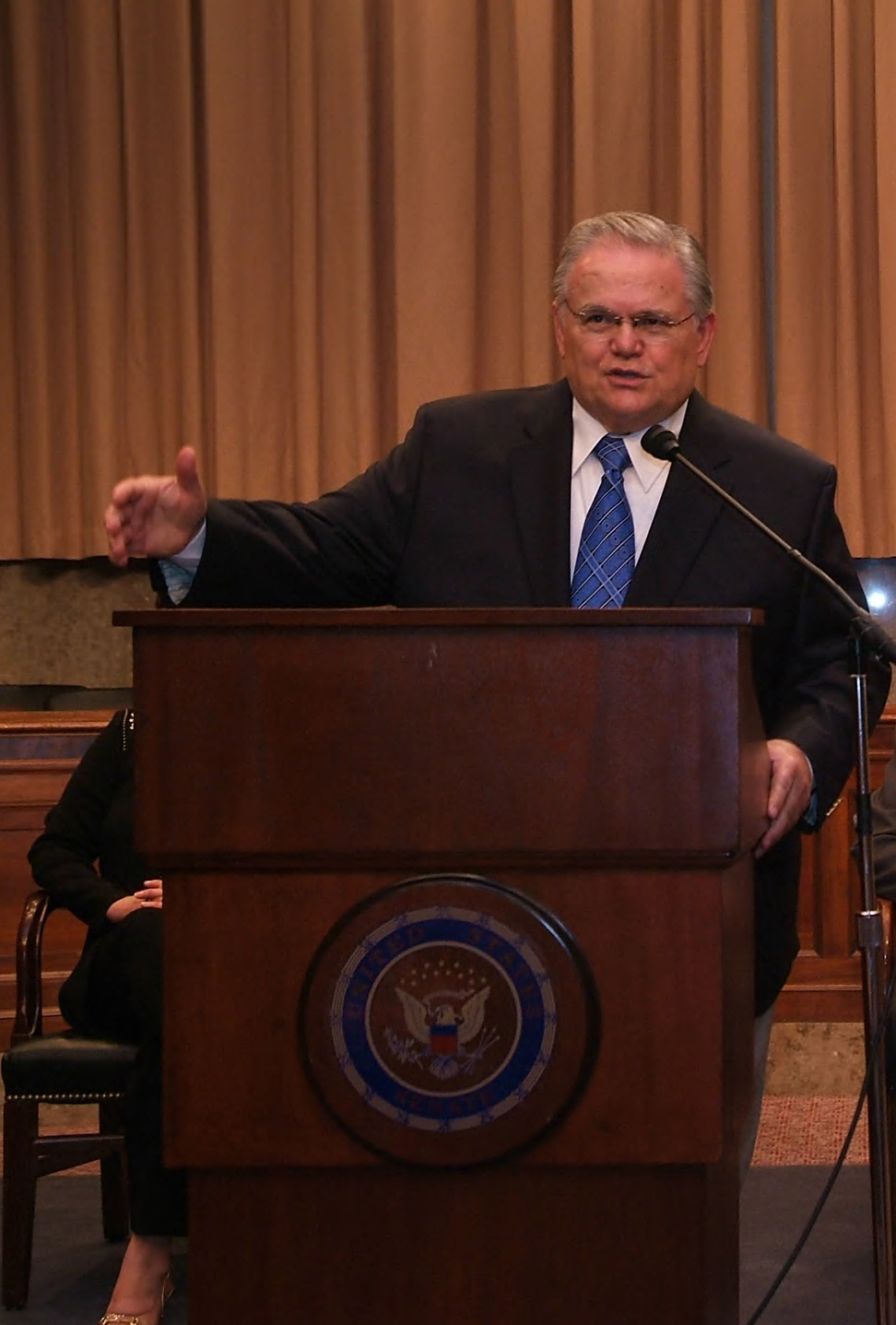
John Hagee, 2007

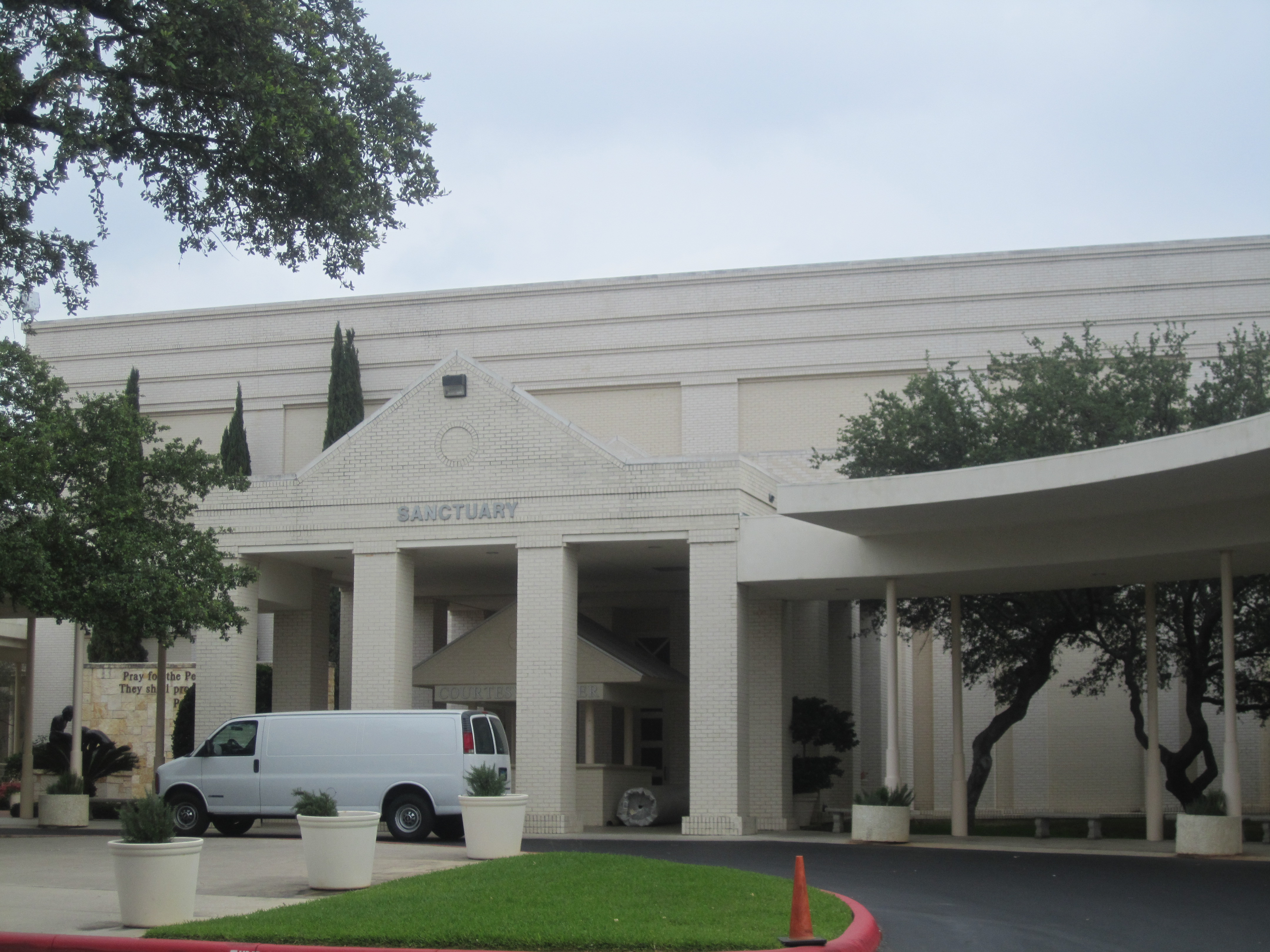
Cornerstone Church

John Hagee (* 12. April 1940 in Baytown, Texas) ist ein US-amerikanischer Prediger und Televangelist sowie Gründer und Leiter der Cornerstone Church in Texas mit mehr als 19.000 Mitgliedern. Er verbreitet Verschwörungstheorien neben umstrittenen Ansichten zu Nationalsozialismus und Homosexualität. Er zählt zu den finanziell erfolgreichsten und politisch einflussreichsten Predigern innerhalb des amerikanischen Protestantismus.

## Politische Ansichten
John Hagee gründete 2006 die Lobbyorganisation Christians United for Israel (CUfI). Diese unterstützt die israelische Regierung bedingungslos und vertritt eine militaristische Außenpolitik. Um seine Unterstützung gegenüber Israel zum Ausdruck zu bringen, organisiert Hagee diverse Veranstaltungen wie beispielsweise die Night to Honor Israel. Hagee ist davon überzeugt, dass der Nahostkonflikt das deutlichste Anzeichen dafür ist, dass der Weltuntergang kurz bevorstehe. Im Wahlkampf um die Präsidentschaft 2008 zählte Hagee zu den wichtigsten Kirchenführern, die John McCain unterstützten. Am 22. Mai 2008 erklärte McCain seine Zusammenarbeit mit Hagee für beendet, da dieser den Holocaust als „gottgewollt“ bezeichnet hatte.
CUFI vertritt nach eigenen Angaben die Interessen von 15 Mio. evangelikalen Christen in den Vereinigten Staaten. Ca. 500 Personen sind Mitglieder der Lobbyorganisation. Darunter befinden sich einflussreiche Prediger, Autoren, Besitzer von christlichen Fernsehsendern und zahlreiche Politiker der Republikanischen Partei. Hagees Buch Jerusalem Countdown hat sich mehr als 600.000 Mal verkauft.
Hagee befürwortet die Todesstrafe. Er verteidigt sie auf seiner Website. Das biblische Gebot „Du sollst nicht töten!“ (Ex 20,13 ) steht für ihn nicht im Widerspruch zu seinen politischen Ansichten. Gott fordere im Alten Testament mehrfach die Todesstrafe für verschiedene Vergehen. Außerdem müsse man das Gebot mit „Du sollst nicht morden!“ (gemäß der Einheitsübersetzung, vgl. Ex 20,13 ) übersetzen. Die Todesstrafe sei als Tötung und nicht als Mord zu verstehen, da sie nicht aus einem Eigeninteresse verhängt werde, sondern gemäß dem Gesetz des Staates.
Hagee gilt als einer der deutlichsten Gegner des Islams innerhalb der neokonservativen Bewegung. In einem Radiointerview 2006 erklärte er:

„Menschen, die ihr Leben nach dem Koran ausrichten, haben den Auftrag ihrer heiligen Schrift, Christen und Juden zu töten. […] Es gibt 1,3 Milliarden Menschen, die dem Islam anhängen. Angenommen, dass nur 15 Prozent von ihnen nach Amerika oder Israel kommen, um es zu zerstören, reden wir immer noch von ca. 200 Millionen Menschen. Das ist weit mehr, als Hitler, Italien, Japan und die übrigen Achsenmächte im Zweiten Weltkrieg unter Waffen stehen hatten.“

Hagee ist davon überzeugt, dass die Bibel das nahe Ende der Welt prophezeit. Seiner Ansicht nach werden die islamischen Staaten, die Europäische Union (die in seinen Augen Werkzeug des Antichristen ist), Russland und China Israel angreifen. Dieser Krieg wird das jüngste Gericht auf die Welt bringen. Hagee schließt aus der Gründung des Staates Israels 1948 und dem verstärkten muslimischen Terrorismus seit dem 11. September 2001, dem Afghanistan-, Irak- und Libanonkrieg sowie den Wahlerfolgen Mahmud Ahmadinedschads und der Hamas im zurückliegenden Jahrzehnt, dass die Endschlacht in wenigen Jahren stattfinden wird.
In einem Interview auf dem Sender CNN sagte er im Herbst 2007:

„Wir sollten uns vor allem deshalb um Israel sorgen, weil es eine demokratische Gesellschaft ist und die Vereinigten Staaten immer demokratische Gesellschaften verteidigt haben. Wir haben England verteidigt, wir haben Frankreich gegen Hitler verteidigt. Wir durchleben die Geschichte erneut. Wir befinden uns wieder im Jahr 1938. Der Iran ist Deutschland und Ahmadinedschad ist Hitler.“

Den Hurrikan Katrina, der weite Teile der Stadt New Orleans zerstörte, interpretierte Hagee als Gottesstrafe für Amerika. Einerseits hatten in der Stadt Schwulenparaden stattgefunden, andererseits hatte George W. Bush dem israelischen Regierungschef Ariel Sharon nahegelegt, jüdische Siedlungen im Gazastreifen aufzugeben. Gott hätte, so Hagee, nach dem Prinzip „Auge um Auge“ angeblich Rache am Land der Amerikaner geübt, da sein Heiliges Land angetastet worden sei.
Hagee befürwortet einen vorbeugenden Nuklearkrieg gegen Iran.
2012 forderte Hagee Atheisten dazu auf, die USA zu verlassen, und behauptete, die USA seien eine christliche Nation.

### Politische Unterstützer
Hagee kann sich auf eine Vielzahl politischer Unterstützer verlassen. In 30 Jahren bereiste er Israel 22 Mal und traf sich mit allen Ministerpräsidenten seit Menachem Begin. Die Jahresversammlung seiner Organisation CUfI 2007 wurde vom israelischen Botschafter in den USA Danny Ayalon besucht. George W. Bush geriet bei Hagee in die Kritik, da er die israelische Regierung zu Kompromissen gegenüber der Bevölkerung des Gazastreifens ermahnt hatte. Dennoch war Bush um gute Beziehungen zur CUfI bemüht und sandte eine Grußbotschaft zu den Jahresversammlungen 2006 und 2007.
Im Präsidentschaftswahlkampf traf sich Hagee mit Gouverneur Mike Huckabee und Senator John McCain, die beide für die Präsidentschaft kandidierten. Auch weitere Senatoren wie der Jude Joe Lieberman, der Katholik Rick Santorum oder der Presbyterianer James Inhofe unterstützen Hagees Israelpolitik. Außerdem zählen der ehemalige Sprecher des Repräsentantenhauses, Newt Gingrich, und die Fraktionsvorsitzenden der Republikaner, Roy Blunt und Tom DeLay, zu den Unterstützern der CUfI.

### Holocaust gottgewollt
In seinem Buch Jerusalem Countdown vertritt John Hagee die Ansicht, dass der Holocaust gottgewollt sei. Die fraglichen Passagen lauten:

„Es waren der Ungehorsam und die Rebellion der Juden, Gottes auserwähltem Volk, gegen ihre, im Heiligen Bund [mit Gott] versprochene Verpflichtung, einzig dem einen wahren Gott, Jehovah, zu dienen, die zur Feindschaft und Verfolgung führte, die sie im Lande Kanaan erfuhren und die bis heute anhält. […] Wie schrecklich abstoßend, beleidigend und herzzerreißend für Gott, dass die Juden, die Er mit Segnungen überhäufte, Götzen verehrten. Ihre eigene Rebellion hat die Saat für den Antisemitismus hervorgebracht, der entstand und ihnen in den kommenden Jahrhunderten Vernichtung brachte. […] Er entstand aus dem Urteil Gottes gegen sein aufrührerisches auserwähltes Volk.“

„Die Bibel ist ein Buch der Parabeln und bildlichen Sprache, das Gottes Prinzipien der Wahrheit dem Menschen beschreibt. Der Prophet Jeremia hat zu Stift und Pergament gegriffen und ein lebendiges Bild von Gottes Plänen, die Juden zurück nach Israel zu bringen, für die Menschheit gezeichnet: ‚Siehe, ich will viele Fischer aussenden, spricht der HERR, die sollen sie fischen; und darnach will ich viele Jäger aussenden, die sollen sie fangen auf allen Bergen und auf allen Hügeln und in allen Steinritzen.‘ (Jer 16,16 )“

„Ich denke, dieser Vers deutet an, dass dem Negativen Positives vorhergeht. Das Urteil folgt auf Dank und Gnade. Die Fischer kommen vor den Jägern. Zuerst sandte Gott die Fischer nach Israel. Dies waren die Zionisten, Männer wie Theodor Herzl, der die Juden Europas und der ganzen Welt dazu aufrief, nach Palästina zu gehen und einen jüdischen Staat zu gründen. Die Juden wurden zur Flucht ermahnt, als es noch nicht zu spät war. Die Situation der Juden in Europa wurde nicht besser, sondern nur noch schlechter.“

„Ein Fischer ist derjenige, der seine Beute mit Ködern zu sich lockt. Herzl und seine zionistischen Gefährten waren Gottes Fischer, die die Söhne und Töchter Abrahams nach Hause riefen. Herzl war zutiefst betrübt, dass die Juden der Welt nicht in großer Zahl seinen Wünschen folgten.“

„Dann sandte Gott die Jäger. Der Jäger ist derjenige, der sein Ziel mit Gewalt und Schrecken verfolgt. Niemand konnte die Schrecken des Holocaust erahnen, aber Gewalt und Schrecken Hitlers und der Nazis brachten das jüdische Volk zurück in die einzige Heimat, die Gott für die Juden beabsichtigt hatte – Israel. Ich stehe verblüfft vor der Präzision der Worte Gottes und ihrer Bedeutung für die Gegenwart. Ich bin vor Ehrfurcht ergriffen und bewundere seine grenzenlose Liebe zu Israel und dem jüdischen Volk und Seine göttliche Bestimmtheit, dass sein Versprechen, das er Abraham, Isaak und Jakob gab, Wirklichkeit wurde.“

In den liberalen Medien und unter Vertretern des liberalen Judentums wurden diese Passagen als antisemitisch angesehen. Vertreter eines konservativen Judentums stimmen Hagees Ansichten teilweise zu, da sie den Holocaust in einer Reihe mit der babylonischen Gefangenschaft oder der Sklaverei in Ägypten sehen.
Der US-amerikanische jüdische Journalist Max Blumenthal besuchte 2007 das jährliche Treffen von CUfI. Auf einer Pressekonferenz sprach er Hagee auf die Passagen in dessen Buch an, in denen dieser erklärt hatte, der Holocaust sei gottgewollt. Blumenthal sei daraufhin vom Sicherheitspersonal aus dem Kongresszentrum „hinausbegleitet“ worden.
In einer Predigt vom 16. März 2003 bezeichnete Hagee den kommenden Antichrist als „schwul“, teilweise jüdisch, „wie Hitler und Karl Marx“ und „aus Deutschland kommend“, in einer Predigt vom 23. März 2003 machte Hagee im Anschluss an klassische Verschwörungstheorien eine „unsichtbare Regierung“, welche u. a. das Federal Reserve System, die Rothschilds und die Illuminaten beinhaltet, für die ökonomischen Probleme der USA verantwortlich.
In einem Zeitungsinterview erklärte Hagee, dass es „liberale Juden“ gebe, die Homosexualität und Abtreibung unterstützten und durch ihre „vergiftete Sichtweise“ sein Engagement für Israel nicht schätzten.
In den 1990er Jahren rechtfertigte Hagee die Ermordung Jitzchak Rabins als gottgewollt, da Rabin mit den Palästinensern Friedensverhandlungen aufgenommen hatte.